# Paul Salen

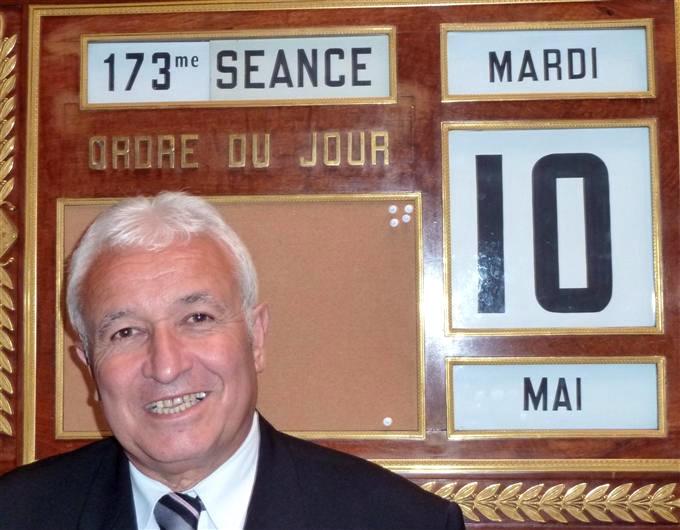
Paul Salen

Paul Salen (* 17. Juni 1949 in Veauche, Département Loire) ist ein französischer Politiker. Er ist seit 2011 Abgeordneter der Nationalversammlung.
Salen verbrachte sein ganzes Berufsleben bei der Bank Crédit Agricole. 1977 stieg er mit dem Einzug in den Gemeinderat von Veauche in die Politik ein. Dem folgte 1993 die Wahl zum stellvertretenden Bürgermeister der Gemeinde Montrond-les-Bains. Darüber hinaus zog er 1995 in den Generalrat des Départements Loire ein und wurde 2001 zu dessen Vizepräsident. Salen war langjähriger Stellvertreter des Abgeordneten Jean-François Chossy. Als dieser sich 2011 aus dem Parlament zurückzog, wurde der UMP-Politiker Salen dessen Nachfolger. Bei den Parlamentswahlen 2012 wurde er im Amt bestätigt.